# Полівірність
Полівірність — це форма немоногамії, романтична структура стосунків, у якій усі члени вважаються рівноправними партнерами та погоджуються обмежити сексуальну та/або романтичну активність лише для інших членів групи.

## Походження

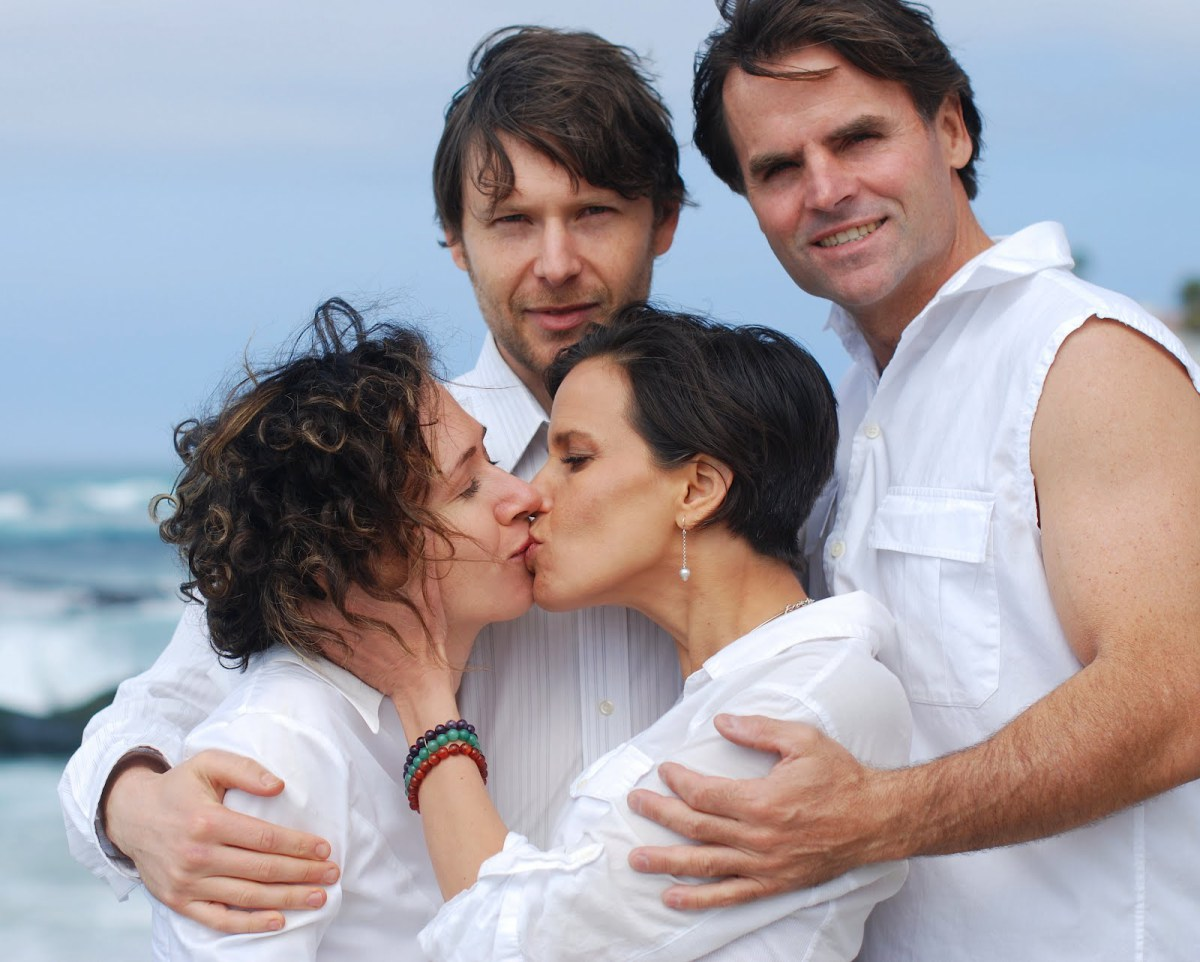
Полівірний шлюб

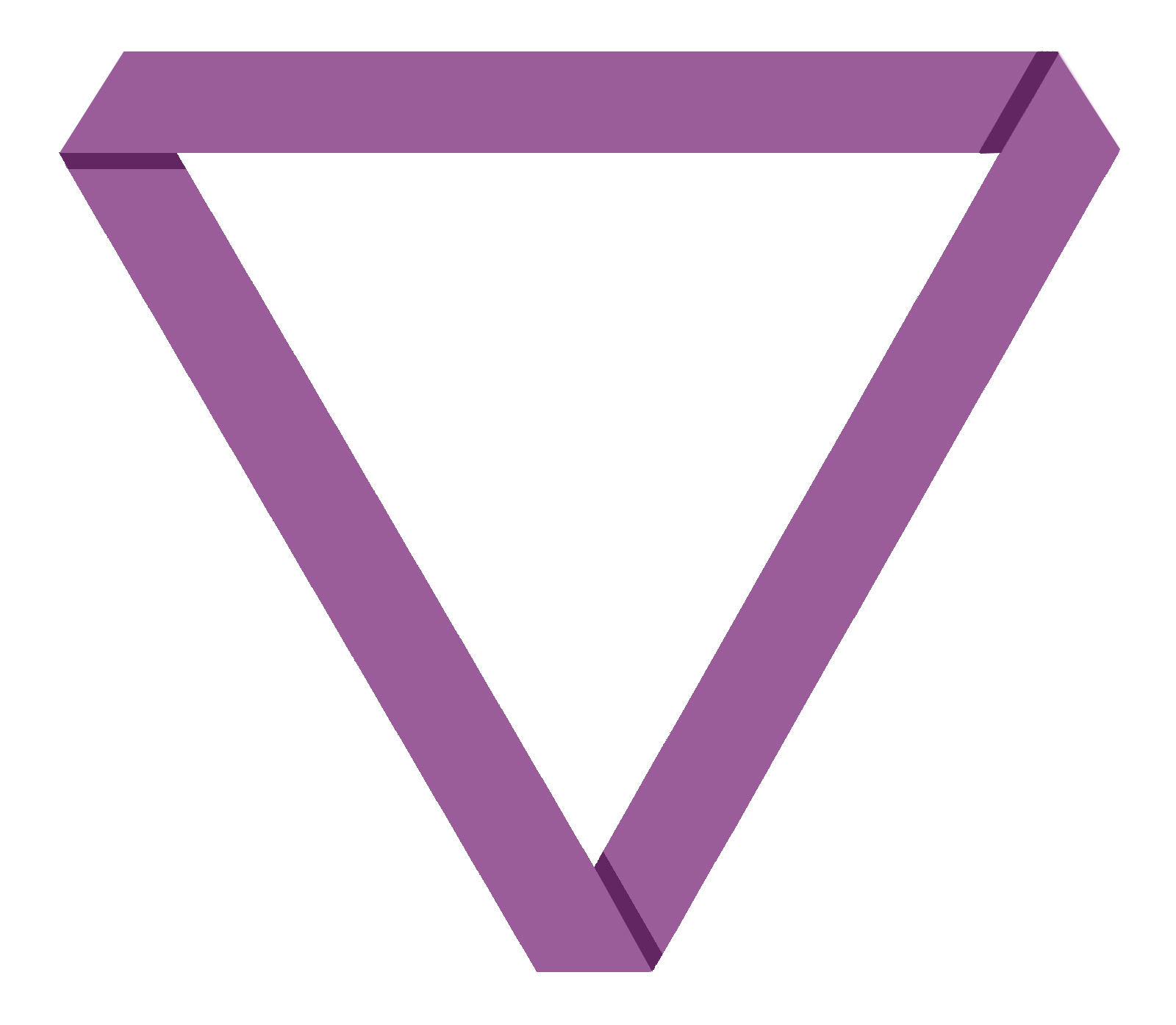
Фіолетовий Мебіус був доданий до інших зображень для поліграфічних дискусійних груп, книжкових клубів і навіть перехресних груп, таких як поліатеїсти.

Практики та переконання, що лежать в основі полівірності, існували давно, але в некодизованому вигляді. Комуна Онейда середини ХІХ століття практикувала складний шлюб, заохочуючи окремих членів до свободи мати численні постійні сексуальні стосунки в громаді, як вираження їхніх переконань і релігійної віри. Час від часу це називали груповим шлюбом, цей термін повернувся до загального визнання завдяки публікації 1974 року «Груповий шлюб: дослідження сучасного багатостороннього шлюбу» Ларрі Константіна та Джоан Константін.
Термін полівірність був винайдений у «Новому племені» Комуни Керіста. Спільнота спочатку очікувала, що всі її члени, в межах статі та сексуальної орієнтації, будуть сексуально активними з усіма іншими членами, і що всередині групи не створюватимуться моногамні стосунки. Додавання нових членів вимагатиме консенсусу, а не порушуватиме фундаментальний договір.
Більш широкий термін поліаморія був винайдений пізніше. Слово поліаморний вперше з'явилося в статті Morning Glory Zell-Ravenheart «Букет закоханих», опублікованій у травні 1990 року в журналі Green Egg, як «поліаморний». У травні 1992 року Дженніфер Л. Весп створила групу новин Usenet alt.polyamory, і Оксфордський словник англійської мови (OED) цитує пропозицію створити цю групу як перша перевірена поява слова. Слова polyamory, polyamorous і polyamorist були додані до OED у 2006 році.

## Функція
Полівірні стосунки, як і моногамні стосунки, закриті в тому сенсі, що партнери погоджуються не вступати в сексуальні або романтичні стосунки з кимось, хто не перебуває у стосунках групи. Відмінність полягає в тому, що в закриту групу входить понад дві особи. Нові члени зазвичай можуть бути додані до групи лише за одностайною згодою існуючих членів, або група може бути не зацікавлена в подальшому розширенні.
Будучи підтипом більш загальної поліаморії, полівірність може нагадувати моногамію за динамікою влади в стосунках, ставленням до автономії та груповою згодою, оскільки найчастіше полівірність розвивається з усталеної закритої моногамної пари, яка прагне додати одну або більше осіб або іншу пару. У цьому сенсі полівірність розширює стандартні практики та переконання моногамії, залишаючись при цьому категорично поліаморною.

## Переваги та проблеми

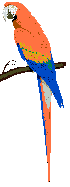
Талісман Parrot Club був створений у 1997 році Реєм Діллінджером і використовувався багатьма ранніми дискусійними групами.

Зазвичай згадуваною перевагою полівірності є можливість займатися незахищеним сексом між більш ніж двома людьми, зберігаючи при цьому відносну безпеку щодо хвороб, що передаються статевим шляхом, за умови, що всі нові учасники проходять достатню кількість перевірок перед тим, як налагодити зв'язки з групою, і дотримуються своїх зобов'язань. Це матиме переваги для здоров'я, подібні до моногамії, хоча ризики дещо зростають із додаванням кожної людини.
Деякі відчувають емоційну безпеку завдяки відносно закритій природі багатовірних зобов'язань.
Полівірність за своєю суттю забезпечує меншу гнучкість, ніж інші форми немоногамії. Наприклад, вільні стосунки не обмежують сексуальні взаємодії з окремими людьми.
Оскільки багато полівірних людей перейшли безпосередньо від закритої моногамії, вони можуть зіткнутися з проблемами в навчанні інтимного спілкування з кількома партнерами.
Люди, які сподіваються створити або розширити груповий шлюб, згадують труднощі з пошуком потенційних партнерів із достатньою взаємною сумісністю, щоб навіть подумати про спробу стосунків.

## Інше використання
У книзі «Лесбійська полівірність» авторка Селеста Вест використовує термін полівірність майже так само, як інші використовують поліаморію. Це може означати незалежне використання одного й того ж терміну в різних спільнотах, і таке використання не є поширеним серед поліамористів загалом. На Заході цей термін використовується, щоб підкреслити концепцію (поширену в поліаморії), що можна бути вірним своїм зобов'язанням, не маючи зобов'язань, які включають сексуальну винятковість.